# الیاس تئودورو
الیاس تئودورو (انگلیسی: Elias Theodorou؛ زادهٔ ۳۱ مهٔ ۱۹۸۸) ورزشکار هنرهای رزمی ترکیبی اهل کانادا است. وی از سال ۲۰۱۱ میلادی تاکنون مشغول فعالیت بوده‌است.